# Helen Norris
Helen Norris Bell (22 de junio de 1916 – 18 de noviembre de 2013) fue una novelista y poetisa estadounidense.

## Biografía
Norris estudió en la Universidad de Alabama en 1938 aunque de bien pequeña ya había empezado a escribir. Su primera novela Something More Than Earth, fue publicada en 1940. El libro, a pesar de fue lanzado con una fiesta a la que asistieron Margaret Mitchell, no fue un éxito. Norris paró de escribir con el nacimiento de sus hijos en la década de los 50, pero comenzó a escribir con un libro que no se publicó hasta los 80 y otra, For the Glory of God, que fue publicada en 1958. En 1966 comenzó a dar clases de inglés en la Huntington College de Montgomery (Alabama) hasta su jubilación en 1979.
Después de su jubilación, Norris volvió a su carrera como escritora de manera activa y publicó algunos libros. Sus historias cortas aparecieron en las revistas Southern Review, Sewanee Review, Virginia Quarterly Review y The Gettysburg Review, entre otras publicaciones. Dos de sus historias fueron llevadas a la televisión. "The Christmas Wife" filmada en 1988 y protagonizada por Julie Harris y Jason Robards y "The Cracker Man" en 1999.
Entre sus premios incluyen el Premio O. Henry, el Premio Pushcart, y el Premio Bieanual de PEN a la mejor novela femenina.

## Libros
Novelas
- Something More Than Earth. Atlantic/Little, Brown, 1940.
- For the Glory of God. McMillan, 1958.
- More Than Seven Watchmen, Zondervan, 1985 (escrito en los 50).
- Walk With the Sickle Moon. Birch Lane Press, 1985.

Coelcción de historias cortas
- The Christmas Wife: Stories. Universidad de Illinois, 1985
- Water Into Wine. University of Illinois Press, 1988.
- The Burning Glass: Stories. LSU Press, 1992.
- One Day in the Life of a Born Again Loser, and Other Stories. University of Alabama, 2000.

Colecciones de poesías
- Whatever Is Round. Curbow Publications, 1994.
- Rain Pulse. Timberline Press, 1997.